# Galium grayanum
Galium grayanum är en måreväxtart som beskrevs av Friedrich Ehrendorfer. Galium grayanum ingår i släktet måror, och familjen måreväxter.

## Underarter
Arten delas in i följande underarter:
- G. g. grayanum
- G. g. nanum